# EuroSprinter
Az Eurosprinter (illetve az ES 64) a Siemens cég egyik mozdonycsaládja. Többféle változatban gyártják, az eltéréseket jelzi a megnevezés, ES jelenti az EuroSprintert, a következő 2 szám a teljesítményt, majd az U betű az univerzális, a P betű a prototípust, F betű a tehervonati változatot (Freight), az utolsó számjegy az áramrendszerek számát.

## A kezdetek, az ES64P
1992-ben készült az ES64 P prototípus-mozdony, amely a Deutsche Bahn-nál 127 001 számot kapott, kísérleti terepként szolgált az új komponensek és anyagok teszteléséhez.  Németországon kívül megfordult Norvégiában, Svédországban, Svájcban is demonstrációs célokból.  Jelenleg a Dispolok flottába tartozik ES64P-001 számon.
Első megrendelésként a Görög Vasút (OSE) rendelt a típusból 1996-ban, amely azonban 25 kV-tal üzemel és csak 5000 kW teljesítménnyel rendelkezik, 30 db-ot állítottak forgalomba H561-566, majd 120 001-030 számokon.
Szintén a prototípushoz köthető a Portugál Vasutak (CP) LE5600 mozdonycsaládja, a Spanyol Vasutak (RENFE) S252 családja, melyek részben helyben kerültek összeszerelésre. Ezek a valamivel hosszabb és szélesnyomtávú spanyol mozdonyok egyenáramra is alkalmasak.

## ES64F
Az ES64F verzió egy nagy teljesítményű tehervonati mozdonynak lett tervezve, de rendelkezik vonatfűtéssel is személyszállító vonatok energiaellátására.  A Deutsche Bahn azonban a DB 152 sorozatát kizárólag tehervonati célokra alkalmazza, akárcsak az ITL magánvasút a 2 db hasonló mozdonyát. Ezen mozdonyok maximális sebessége 140 km/h.

## DSB EG3100
A Dán Vasutak (DSB) DSB EG 3100 sorozata az EuroSprinter hattengelyes tehervonati változata. Alkalmas mind 25 kV 50 Hz, mind 15 kV 16,7 Hz feszültségre és rendelkezik a német, a dán és a svéd vonatbefolyásolóval is.  A hattengelyes kivitel miatt a mozdony indító vonóereje 300 kN helyett 400 kN értéket érhet el, ez a vonóerő szükséges a 2000 tonnás tehervonatoknak a Dánia-Svédország közötti alagúton (15,6‰-es emelkedők) továbbítására, illetve szükség esetén egy forgóvázzal történő megindítására. Ezen az útvonalon korábban 1400 tonnás vonatok közlekedhettek egy mozdonnyal. 13 darab mozdony épült 1999-2000-ben, 6500 kW teljesítményűek, sebességük 140 km/h.

## ES64U2

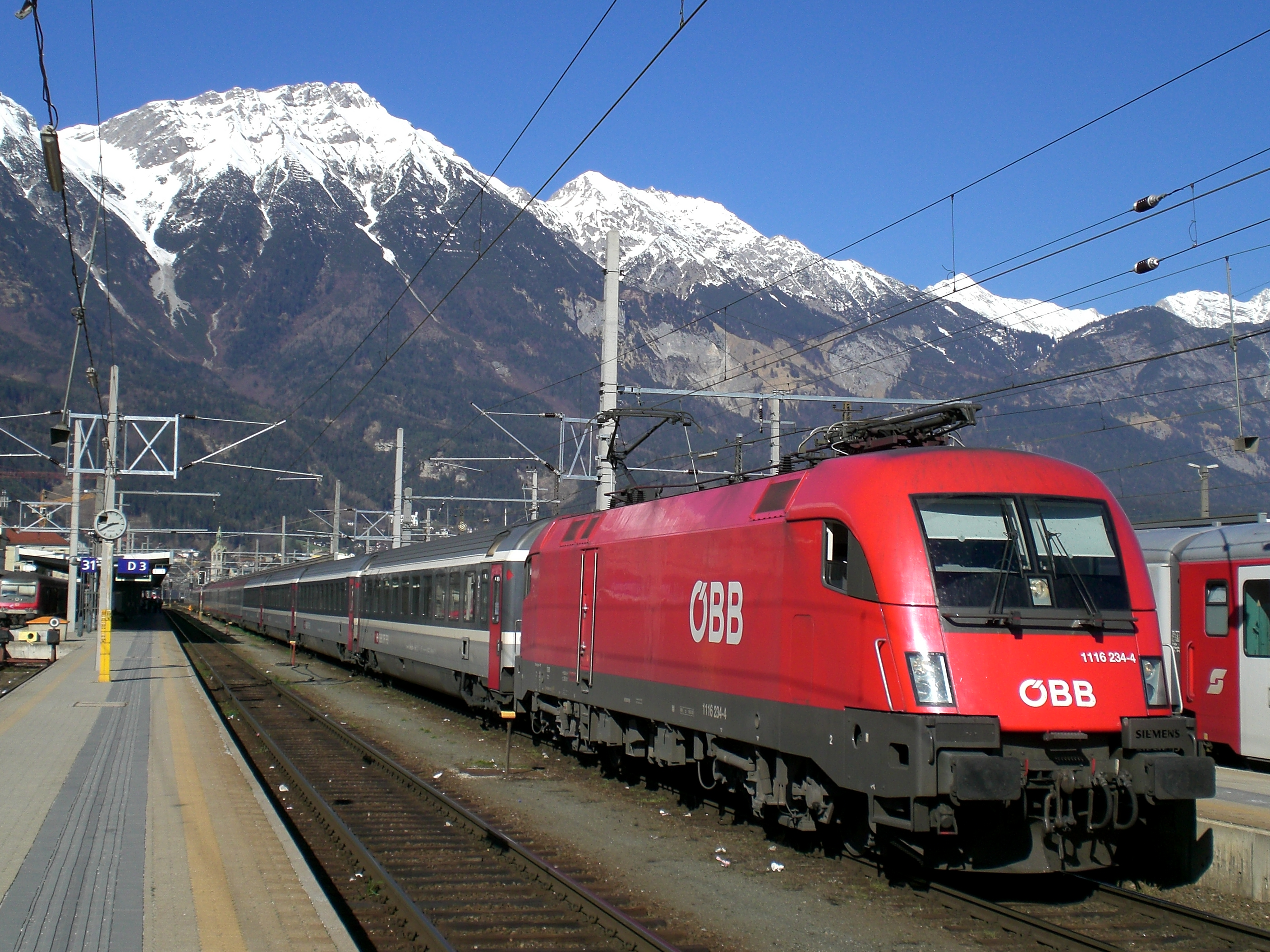

Az ES64U2 változat eredetileg az ÖBB részére készült, módosított áramvonalas mozdonyszekrénnyel a 230 km/h maximális sebesség miatt.  A 332 db mozdony (50 db 1016 egyáramnemű, 282 db 1116 sorozatú kétáramnemű) a védett "Taurus" nevet kapta. A típusból rendelt a DB Cargo 25 darabot (DB 182 sorozat), a MÁV 10 darabot (MÁV 1047 sorozat), a GYSEV 5 darabot és a Dispolok cég is rendelkezik kb. 50 darab hasonló mozdonnyal. Az ÖBB 1116-os sorozat 25 darab mozdonya (1116 001-025) és 10 darab Dispolok-mozdony a magyar vonatbefolyásolóval felszerelve korlátlanul közlekedhet Magyarországon is.

## ES64U4
A Siemens az ES64F4-et és az ES64U2-t továbbfejlesztve létrehozta az ES64U4-et, amely egy univerzális háromáramnemű mozdony 230 km/h maximális sebességgel, igény esetén négy áramnemmel is gyártható. 2005 elején kezdődtek a próbái az első mozdonyoknak, az ÖBB 1216 sorozatként 50 darabot, a szlovén vasút 10 darabot, az RTS magánvasút 2 darabot, a Regentalbahn magánvasút 4 darabot rendelt idáig.
Az ÖBB 1216 050 mozdony 2006. szeptember 2-án 357 km/h sebességgel haladva a Nürnberg-Ingolstadt közötti nagysebességű vonalon megdöntötte a villamosmozdonyok korábbi sebességrekordját.

## ES64F4
Az ES64F4 verzió egy univerzális négyáramrendszerű mozdony tehervonati célokra, maximális sebessége 140 km/h.  Valamennyi európai nagyvasúti feszültségrendszert ismeri, LED-bázisú jelzőlámpái valamennyi vasút jelzési rendszerére alkalmasak, az eltérő vonatbefolyásoló rendszerek bármelyike installálható rajtuk az aktuális alkalmazásnak megfelelően.  A típusból a DB Cargo, majd Railion rendelt 100 darabot (DB 189 sorozat), a Dispolok kb. 40 darabbal rendelkezik (ES64F4 sorozat).
2003 nyarától a Siemens Eurosprinter ES64F4 típusú, 189 szorzatjelű mozdonyai folyamatosan szolgálatban vannak. 2005 decembere óta a Railion Deutschland AG, Dispolok és az SBB Cargo AG összesen 140 db ilyen mozdonyt üzemeltet.
Az ES64F4 típusú mozdonnyal 16 országban végeztek tesztelési futópróbákat.
Az EBA Német Szövetségi Hivatal a mozdonyt a lengyel CTL Logistic üzemében is engedélyezte. 2008. július 9-i engedéllyel a határátlépő forgalomra szóló egyéves próbaüzemre szóló engedélyeztetés befejeződött. Lengyelország így a tizedik ország, melyben az ES64F4-nek közlekednie szabad. Öt további országban megkezdődött a honosítási folyamat. Napjainkban 14 vasútvállalatnál napi gyakoriságú interoperábilis személy- és teherforgalomban közlekedik ES64F4 mozdony. Ez is azt mutatja, hogy nincs áthidalhatatlan technikai akadálya a határokon átmenő forgalomnak.

## SNCB 18
Az SNCB 18 sorozat az Eurosprinter család legfiatalabb tagja. Összesen 120 db-ot gyártottak belőle két részletben.